# Spider-Man: Friend or Foe
A Spider-Man: Friend or Foe egy Pókember képregényen alapuló videójáték, mely 2007. október 12-én jelent meg.

## A játék menete
A játékos Pókembert irányítja. Minden 2., 4. szinten van egy főellenség (pl.: Homokember, Venom, Zöld manó, Rhino). A játék egy laboratóriumban kezdődik. Az ott található Upgrade Lab a szereplő felfejlesztésére szolgál. Teljes felfejlesztés esetén egy csillag kerül a neve mellé. A lépcsőn lefelé haladva különböző helyszínek következnek: Kína, Japán, Tangaroa Island. Kiválasztás után folytatódik a játék.

## Történet
Pókember békésen nézi New Yorkot, miközben ellenségei rátámadnak, és Harry, a barátja a segítségére siet. Harcuk közben az ellenségek egyesével eltűnnek, majd Pókembert a S.H.I.E.L.D helikopi-ja felszívja Pókembert. Pókember találkozik Nick H. Fury-val, a S.H.I.E.L.D igazgatójával, aki arról tájékoztatja, hogy a méreg, amely a Földre juttatta a Venom szimbiótát, felbomlott a Föld légkörében, és még öt darab is eljutott a világ számos pontján. Fury elküldi Pókembert a meteorok széttöredezésére. Pókember gyorsan megtalálja, hogy a támadók és még több ellenségei, köztük a Rhino és a Scorpion ellen harcoló gazemberek egy titokzatos gazember ellen irányulnak. Az illető szintén létrehoz és ellenőrzi a hologramos, vagy szimbióta kombinált lábszár katonákat, a P.H.A.N.T.O.M.s (Perpetual Holographic Avatar Nano-Tech támadó szörnyek). Pókember megküzd ellenségeivel, és megígérik neki, hogy megtalálják azt, akik irányították őket. Ahogy Pókember előrehalad, egyre több szövetségese van, mint például Fekete macska, Vasököl, Silver Sable (csak a windows verziókban játszható), a Prowler, a gyík(nem rossznak ábrázolják) és a Penge. Megállapítja, hogy a P.H.A.N.T.O.M. mögött álló mester a Mysterio (akit a Venom "buborékfejű" -nek nevez, mivel Pókember Venomtól tudta meg, hogy ki ő), aki a hadsereget használja a világ átvételére, a meteorok minden szeletét használva erősebbé téve őket. Pókember úgy dönt, hogy a szimbiótát felhasználja Mysterio legyőzésére, így megint a fekete ruhába van. Végül Pókember legyőzi őt, és átadja a többieket Nick Fury-nak kísérletezni őket.